# Batalha de Montese
A Batalha de Montese foi travada ao final da Segunda Guerra Mundial na comuna italiana de Montese, entre os dias 14 e 17 de abril de 1945, como parte da Ofensiva Aliada Final na Campanha da Itália, tendo como forças combatentes, de um lado, unidades da 1.ª Divisão de Infantaria Expedicionária Brasileira (1ª DIE), que contava com veículos blindados próprios, reforçada por tanques da 1.ª Divisão Blindada Americana; e de outro, tropas do 14.º Exército do Grupo de Exércitos C da Wehrmacht. É considerada a mais sangrenta batalha enfrentada pela FEB.

## Localização
O município de Montese ocupa uma vasta área de colinas que faz fronteira com as Províncias de Modena e de Bolonha, na região de Emília-Romanha. Possui numerosos rios, uma rica vegetação, bosques e soutos antigos que rodeiam os povoados medievais. Era considerada uma região de difícil acesso devido às fortificações alemãs construídas durante o período em que perdurou a Linha Gótica. As tropas alemãs encontravam-se na posse da região de Montese, tendo como fronteiras as províncias de Modena e Bolonha.

## Preparação

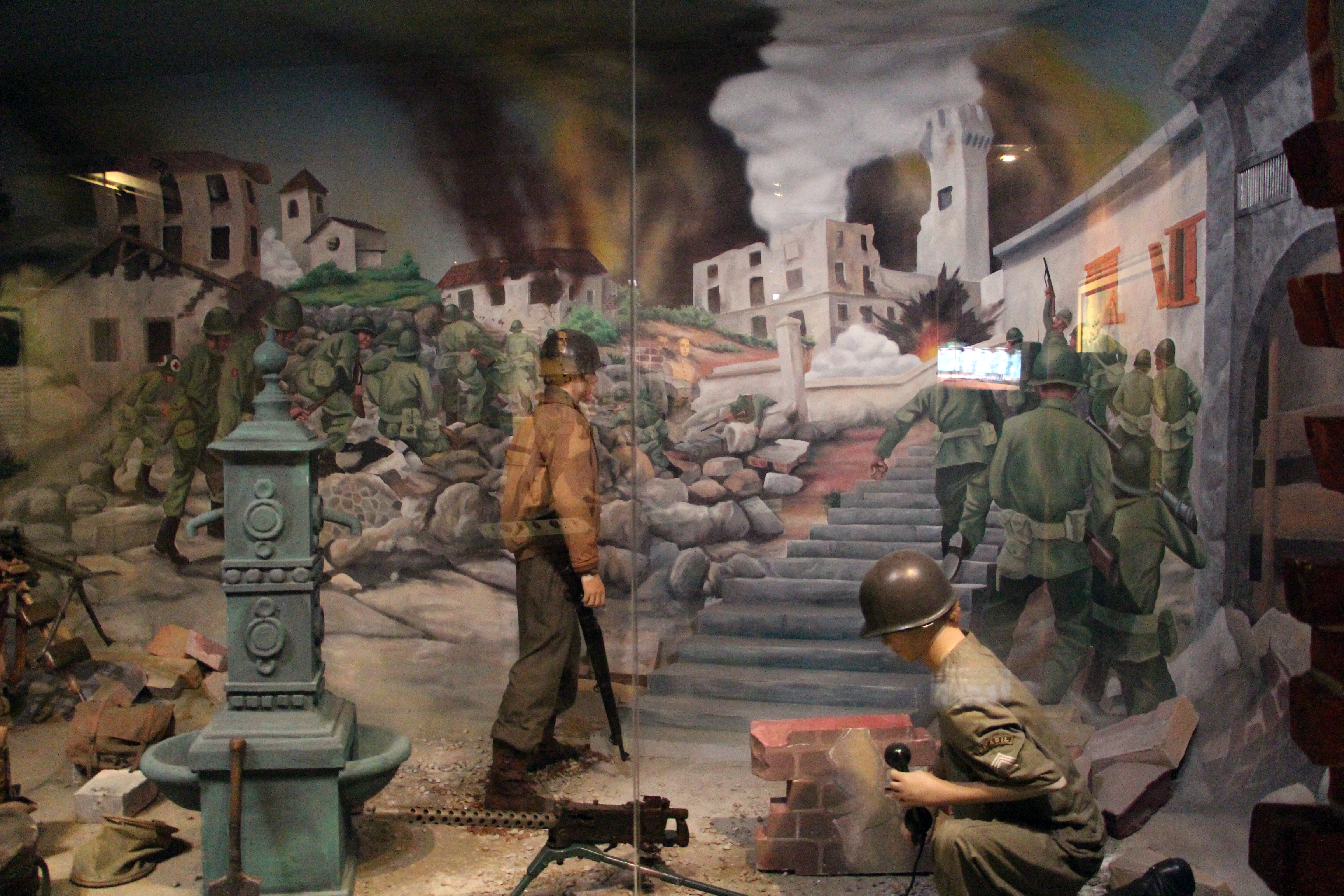
Maquete da batalha presente no Forte de Copacabana, Rio de Janeiro

Contrário às expectativas do Comando Aliado na Itália, a ofensiva de primavera (boreal) final, que havia se iniciado uma semana antes, no setor do 8º Exército Britânico, não havia avançado muito, encontrando forte resistência das principais forças alemãs na Itália. Assim, a ofensiva no setor do V Exército Americano (ao qual a 1ª Divisão de Infantaria Expedicionária Brasileira estava adscrita), iniciou-se a 14 de abril sem se beneficiar dos avanços que ainda eram aguardados no "setor britânico".
No "setor americano", a 1ª Divisão de Infantaria Expedicionária haveria de se tornar a única divisão aliada a atingir o objetivo planejado no primeiro dia da ofensiva. Em Montese, que era o objetivo da Divisão, a ação envolveu, além da infantaria, as guarnições da artilharia e unidades blindadas de apoio, das quais se destacou o esquadrão de reconhecimento. O 3º Batalhão do 11º Regimento de Infantaria, que avançaria rumo a Serreto-Paravento-Montelo, estava no centro da formação ofensiva, sendo sua peça principal. À direita, alinhava-se o 2º Batalhão, e à esquerda, o 1º Batalhão. Assim, no dia 14 de abril, às 13h30, os brasileiros atacaram Montese, fazendo sua estreia na traiçoeira guerra urbana moderna.
O avanço dos soldados do 11º Regimento de Infantaria era observado pelos comandantes em Sassomolare, que fornecia perfeita visão de Montese. A tomada da cidade no entanto só se concretizaria no dia 17, o quarto dia de batalha, com o apoio do 6º Regimento de Infantaria.

## Batalha

### 1º Dia
A conquista de Montese era o principal objetivo da 2ª Companhia do 1º Batalhão/11º Regimento de Infantaria. Tinha sido planejada para ser executada em duas fases:
- 1ª Fase: missão preliminar – Início às 09h00 com o ataque de dois pelotões a dois postos-avançados do inimigo. Conforme previsto no planejamento, os dois pelotões atacaram os objetivos, com forte reação do inimigo. O 1º Pelotão foi detido pelo forte fogo inimigo, conseguindo conquistar o objetivo algumas horas depois. O 2ª Pelotão foi detido em um campo minado, sendo castigado pela concentração do fogo de artilharia. Neste ataque, seu comandante foi atingido mortalmente na cabeça. Devido a estes contratempos, o objetivo definido para o 2º Pelotão não foi atingido.
- 2ª Fase: ataque principal à cidade – Com início às 12h00, também com dois pelotões. Às 11h45, o comandante confirmou a operação, considerando-se como a hora “H” para o ataque principal.

Na hora definida, o 1º Pelotão atacou o cume; após vencido 1/3 do percurso, foi atingido por intenso fogo de artilharia (barragem), que acabou cortando o fio do telefone em vários pontos, dificultando o contato entre as equipes. Somado a isto, alguns soldados foram atingidos.
Superados estes contratempos, o pelotão atingiu o topo das elevações de Montese; porém, tinha perdido o contato com a companhia, devido ao corte dos fios do telefone. O rádio, devido à distância e as ondulações do terreno, também deixara de funcionar. A seguir, o cume foi atingido por pesado bombardeio da artilharia de campanha aliada, visando desalojar os alemães que ainda permaneciam nas casamatas e trincheiras. Após, os pelotões atacaram, visando a consolidar a posição. A reação por parte dos alemães presentes foi inútil, sendo abatidos ou capturados.
O 2º Grupo de Combate, logo após juntar-se ao 1º Grupo, foi empregado para dominar resistências que hostilizavam o flanco direito. Colocado em situação favorável e atirando de curta distância sobre um abrigo onde havia sido localizada uma metralhadora inimiga, após alguns ataques, a posição foi conquistada. Ao cair da noite do dia 14 de abril, as posições na encosta da cidade estavam consolidadas, havendo um saldo de alguns alemães mortos e oito prisioneiros, enquanto na divisão brasileira houve um morto e três feridos.

### 2º Dia
Na manhã do dia 15, ainda com a artilharia alemã castigando a cidade, as tropas brasileiras ultimaram a limpeza da cidade.
A tentativa desesperada das forças alemãs de retomar a cidade, a partir de então, iniciou aquela que seria, até hoje, a mais sangrenta batalha envolvendo forças brasileiras em território estrangeiro desde a Guerra do Paraguai. Os alemães cometeram um erro ao considerar o ataque da divisão brasileira a Montese (que no mesmo ataque, além do apoio de blindados americanos, também utilizou seus próprios carros de combate M8 e tanques M10 destroyer, e M4 Sherman), como sendo o principal alvo aliado naquele setor, tendo por conta disso disparado somente contra a divisão brasileira cerca de 1800 tiros de artilharia (equivalentes a 64%), de um total de 2800 tiros empregados contra todas as quatro divisões aliadas naquele setor da frente italiana.

### 3º Dia
A batalha foi considerada como encerrada a 16 de abril, com o fim dos contra-ataques alemães.

### 4º Dia
Prosseguiria, até o dia 17, o trabalho de "limpeza", na cidade e arredores, contra franco-atiradores.

## Consequências
Após três dias de combate, Montese estava praticamente arrasada: das 1121 casas do burgo, nada menos que 833 haviam sido destruídas. A luta também ceifou a vida de 189 civis da pequena localidade. A Divisão Brasileira levou a cabo uma campanha irrepreensível quanto à conquista do objetivo, mas a um alto custo: cerca de 430 baixas, entre mortos (34), feridos, soldados aprisionados pelo inimigo e desaparecidos. Do lado alemão, a estimativa feita à época, e confirmada em escavações posteriores, chegou a 497 baixas, entre mortos e aprisionados, sendo estes últimos exatos 453.
A conquista de Montese marcou significativamente o início da chamada Operação Grape Shot ou Ofensiva da Primavera. Somadas às vitórias obtidas pelos Aliados em outras localidades, esta vitória contribuiu decisivamente para o completo desmantelamento das linhas de defesa alemãs no setor do V Exército Americano, e em consequência no resto da Itália.
Posteriormente, o município de Montese, liberto e agradecido às tropas vencedoras, homenageou as tropas brasileiras batizando uma de suas praças com o nome "Piazza Brasile". Além disso, o hino da Força Expedicionária é aprendido e entoado pelas crianças da região até a atualidade. Ainda hoje é possível encontrar ruínas de posições alemãs na região. A tomada de Montese repercutiu favoravelmente nos altos escalões e mereceu elogios do Comando Americano à 1ª Divisão de Infantaria Expedicionária Brasileira.[carece de fontes?]